# (73463) 2002 NE53
(73463) 2002 NE53 – planetoida z pasa głównego asteroid okrążająca Słońce w ciągu 5,43 lat w średniej odległości 3,09 j.a. Odkryta 14 lipca 2002 roku.